# 小口馬鮁
小口馬鮁（学名：Polydactylus microstomus），又名午仔，为馬鮁科多指馬鮁屬下的一个种。